# Comité Olímpico Eslovaco
El Comité Olímpico Eslovaco es el Comité Nacional Olímpico de Eslovaquia, fundado en 1993 y reconocido por el COI ese mismo año.